# 十二支箭
十二支箭是中華人民共和國內蒙古自治區烏蘭察布市化德县轄下的一個村。东经114°14′，北纬42°02′。

## 簡介
十二支箭是隶属于化德县德宝图乡下的一个自然村，又被从村中穿过的一条水渠分为前村和后村。位于乡驻地东北7公里处。地势低洼。69户，313人。

## 命名
又名小六支箭，历史上属于牧民居住区，属于以自然序数命名的一种方法，附近有类似的地名如六支箭，九支箭，头断井，二断井等。

## 历史

### 1949年以前
民国11年（1922年），始有汉族农民来此开地、居住。为康保招垦局移民建成的新居民点。（待考证）